# Isamu Sonoda
Isamu Sonoda –en japonés, 園田 勇– (Janagawa, 4 de noviembre de 1946) es un deportista japonés que compitió en judo.
Participó en los Juegos Olímpicos de Montreal 1976, obteniendo una medalla de oro en la categoría de –80 kg. Ganó dos medallas en el Campeonato Mundial de Judo en los años 1969 y 1973.

## Palmarés internacional
| Juegos Olímpicos   | Juegos Olímpicos          | Juegos Olímpicos | Juegos Olímpicos |
| Año                | Lugar                     | Medalla          | Categoría        |
| ------------------ | ------------------------- | ---------------- | ---------------- |
| 1976               | Montreal (Canadá)         | Medalla de oro   | –80 kg           |
| Campeonato Mundial |                           |                  |                  |
| Año                | Lugar                     | Medalla          | Categoría        |
| 1969               | Ciudad de México (México) | Medalla de oro   | –80 kg           |
| 1973               | Lausana (Suiza)           | Medalla de plata | –80 kg           |